# Býškovice
Býškovice település Csehországban, Přerovi járásban. Býškovice Rakov, Vítonice, Horní Nětčice, Horní Újezd, Všechovice, Malhotice és Opatovice településekkel határos. Lakosainak száma 378 fő (2024. január 1.).

## Népesség
A település lakosságának változását az alábbi diagram mutatja:
| Lakosok száma | 469  | 422  | 491  | 450  | 422  | 388  | 403  | 416  | 368  | 378  |
|               | 1869 | 1900 | 1921 | 1961 | 1980 | 2011 | 2016 | 2019 | 2021 | 2024 |